# Bundesautobahn 81
Pour les articles homonymes, voir A81.
La Bundesautobahn 81, BAB 81, A81 ou Autobahn 81 est une autoroute d'Allemagne mesurant 283 kilomètres. Elle se sépare de l’autoroute A3 à hauteur de l'échangeur de Wurtzbourg-Ouest et poursuit en direction du sud vers la frontière suisse. La section Stuttgart-Singen est surnommée « autoroute du Lac de Constance ». Elle est une composante de la Route européenne 41 Dortmund–Altdorf.

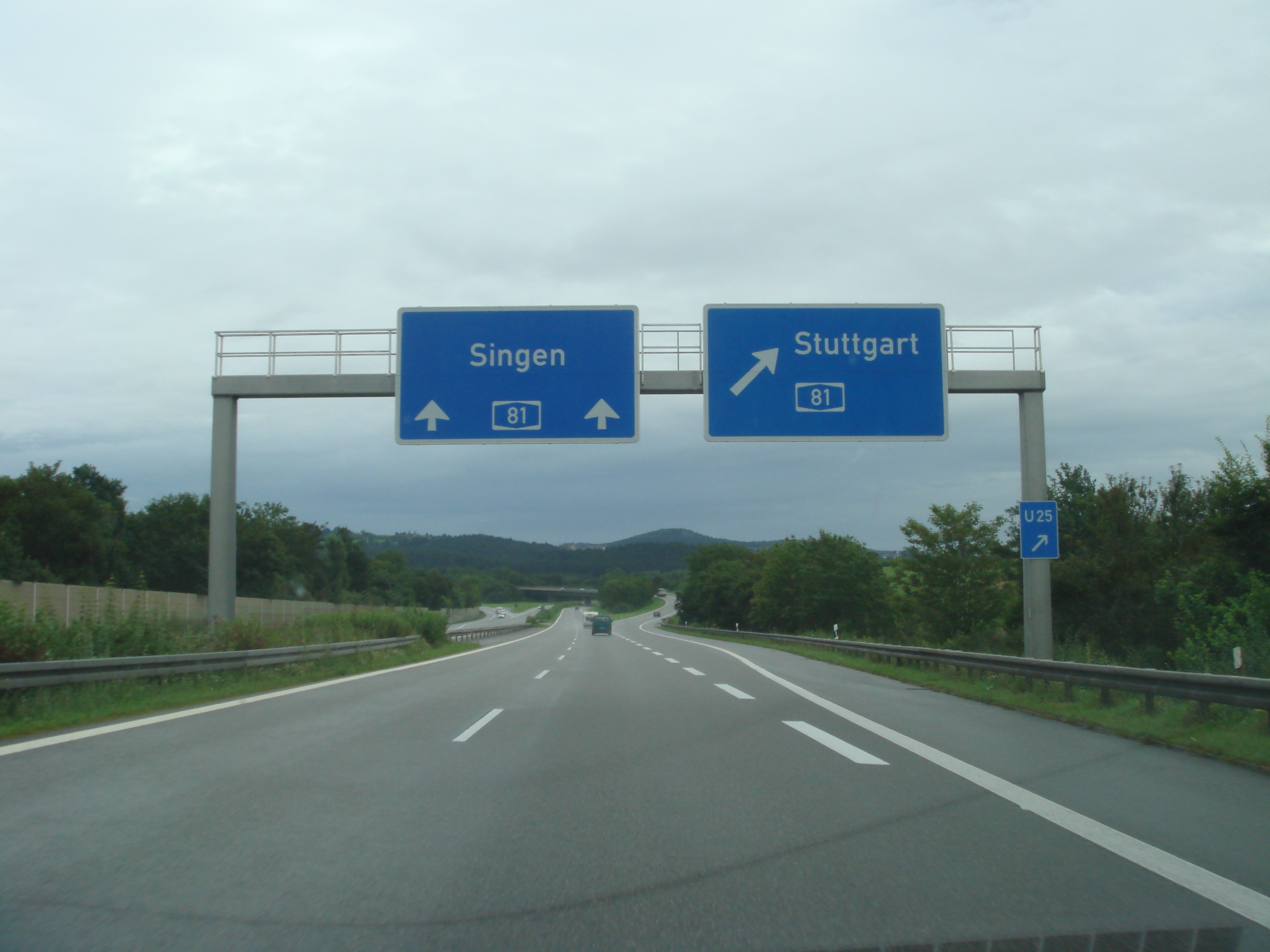
Vue de la Bundesautobahn 81 au niveau du Dreieck Bad Dürrheim.